# Banda dei 6 metri
La banda dei 6 metri è una porzione dello spettro radio VHF, assegnata ad uso radioamatoriale. Sebbene sia situata nella gamma bassa della banda VHF, occasionalmente però mostra i meccanismi di propagazione caratteristici delle gamme HF. Ciò avviene normalmente al massimo numero di macchie solari, quando l'attività del sole aumenta i livelli di ionizzazione della parte alta dell'atmosfera. La prevalenza di caratteristiche delle HF ha fatto sì che gli O.M. la chiamassero “banda magica”.
Nell'emisfero settentrionale l'attività ha un picco da maggio all'inizio di agosto, quando la propagazione E sporadica consente collegamenti a lunga distanza, raggiungendo fino a 2.500 km con propagazione a singola riflessione. Invece la propagazione a riflessione multipla permette comunicazioni intercontinentali, con distanze fino a 10.000 km. Nell'emisfero meridionale la propagazione E sporadica è frequente da novembre all'inizio di febbraio.

## Assegnazioni della frequenza
La banda radioamatoriale dei 6 metri non è assegnata a livello mondiale. Negli USA e in Canada la gamma va da 50 MHz a 54 MHz. In alcune nazioni la gamma è riservata alle comunicazioni militari. Inoltre in alcune nazioni la frequenza è usata per le trasmissioni televisive.
Sebbene la ITU non prevedesse le frequenze dei 6 m ai radioamatori in Europa, il declino delle trasmissioni televisive in VHF ha portato alla concessione della gamma 50 MHz alla maggior parte degli stati europei.
In nord America, specie in USA e Canada, la banda tra 50,8 e 51 MHz è riservata ai radiocomandi per aeromodellismo.
Nel Regno Unito è legale l'utilizzo della banda dei 6 m tra 50 e 52 MHz con alcune limitazioni.
Molte organizzazioni promuovono competizioni su questa frequenza per diffonderne l'uso.

## Apparecchiature
Nell'ultimo decennio la disponibilità di ricetrasmettitori che includevano la gamma dei 6 m è aumentata notevolmente. Molti apparecchi commerciali includono la gamma dei 50 MHz, come pure qualche ricetrasmettitore VHF/UHF portatile. Ci sono anche alcuni apparecchi dedicati alla banda dei 6 metri, anche se i prodotti commerciali sono rari negli ultimi anni. Ciononostante la banda dei 50 MHz non raggiunge la popolarità della banda dei 2 metri, a causa della maggior grandezza delle antenne per i 6 metri, limitazioni di potenza e la suscettibilità alle interferenze elettriche.
In molti Paesi, compreso gli USA, la banda è concessa ai radioamatori neopatentati. Infatti, pur non avendo l'accesso alle HF, spesso hanno il loro primo assaggio dei collegamenti a lunga distanza sulla banda dei 6 m Molti radioamatori si affezionano alla sfida offerta da tale banda, e continuano a dedicargli molto tempo, anche dopo aver avuto la concessione delle HF.

## Utilizzi della banda dei 6 metri
- AM Simplex
- FM Simplex
- Operazioni con ripetitori FM
- EME (riflessione lunare)
- Propagazione E sporadica
- Aurora, riflessione con Aurora Boreale
- WSJT (modalità digitale)
- Packet radio
- Modulazione a banda laterale singola (SSB)
- Codice Morse
- DX
- Radiocomandi